# Valiraptor silvestris
Valiraptor silvestris är en tvåvingeart som beskrevs av Jason Gilbert Hayden Londt 2002. Valiraptor silvestris ingår i släktet Valiraptor och familjen rovflugor. Inga underarter finns listade i Catalogue of Life.